# Rubroporus aurantiaca
Rubroporus aurantiaca är en svampart som beskrevs av Ryvarden 2007. Rubroporus aurantiaca ingår i släktet Rubroporus och familjen Polyporaceae.   Inga underarter finns listade i Catalogue of Life.